# Glypta improba
Glypta improba là một loài tò vò trong họ Ichneumonidae.